# イシュタム

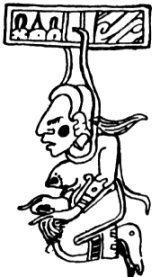
イシュタム

イシュタム (Ixtab、IPA: [iʃˈtaɓ]) は、マヤ神話において、自殺を司る女神。死者を楽園に導く役割を担っていた。
楽園に行くことができるのは、聖職者、生贄、戦死者、お産で死んだ女性、そして首を吊って死んだ者であった。ユカテク族の社会では自殺、とくに首吊り自殺は名誉な死に方と考えられていたようである。イシュタムはこの魂たちを楽園へと導き、そこでは死者はすべての欲望から開放され、極上の食べ物と飲み物を賞玩し、マヤの宇宙樹ヤシュチェ（Yaxche）の木陰に永遠の安息を享受すると考えられていた。
イシュタムはドレスデン絵文書には首を吊った女性の姿で描かれている。そして日食、月食を扱う項に出てくるため、月食を象徴していた可能性が指摘されている。加えてマヤでは月食は胎児に奇形を発現させ、死に至らしめると考えられていたため、イシュタムは女性、特に妊婦の悲劇を象徴したとも考えられている。ドレスデン絵文書に見られる姿以外に図像は存在していない。